# Pablo Felipe Teixeira
Pablo Felipe Teixeira (Cambé, 23 de junio de 1992),  o sencillamente Pablo, es un futbolista brasileño que juega en el São Paulo como centrocampista.

## Trayectoria
Nacido en Cambé, Paraná, Pablo ascendió a Atlético Paranaense , como lateral derecho, debutando el 31 de agosto de 2011 en un partido en casa que finalizó con una derrota por 0 a 1 contra empezando en un 0–1 perdió en casa contra Clube Atlético Mineiro.
En mayo de 2013, fue cedido al Figueirense Futebol Clube de la Campeonato Brasileño de Serie A. Jugó  en 25 partidos durante la campaña, marcando un total de ocho goles.
El 8 de enero de 2014 Pablo es cedido por 6 meses al Real Madrid Castilla. Debutó en la Segunda División tres días más tarde, jugando los últimos 21 minutos de un empate a 2 contra el Real Murcia Club de Fútbol.
Ese mismo año vuelve a ser cedido al Figueirense para ya en 2015 acabar de nuevo cedido en el equipo japonés Cerezo Osaka.
En 2016 regresó a Atlético Paranaense, club con el que se consagró campeón de su primer torneo internacional al ganar la Copa Sudamericana en 2018. En dicho torneo fue el goleador con 5 goles anotados. En diciembre de 2018 firmó un contrato para ser fichado por el São Paulo.

## Clubes
| Club                   | País   | Año           |
| ---------------------- | ------ | ------------- |
| Atlético Paranaense    | Brasil | 2011-2013     |
| Figueirense (préstamo) | Brasil | 2013          |
| Real Madrid Castilla   | España | 2014          |
| Figueirense (préstamo) | Brasil | 2014          |
| Cerezo Osaka           | Japón  | 2015          |
| Atlético Paranaense    | Brasil | 2016-2018     |
| São Paulo F. C.        | Brasil | 2019-2021     |
| Athletico Paranaense   | Brasil | 2022-2024     |
| Sport Recife           | Brasil | 2025-presente |

## Palmarés

### Campeonatos regionales
| Título                  | Club                 | Estado     | Año  |
| ----------------------- | -------------------- | ---------- | ---- |
| Campeonato Paranaense   | Atlético Paranaense  | Paraná     | 2016 |
| Campeonato Paranaense   | Atlético Paranaense  | Paraná     | 2018 |
| Campeonato Paulista     | São Paulo F. C.      | São Paulo  | 2021 |
| Campeonato Paranaense   | Athletico Paranaense | Paraná     | 2023 |
| Campeonato Pernambucano | Sport Recife         | Pernambuco | 2025 |

### Campeonatos internacionales
| Título            | Club                | Sede     | Año  |
| ----------------- | ------------------- | -------- | ---- |
| Copa Sudamericana | Atlético Paranaense | Curitiba | 2018 |

### Distinciones individuales
| Distinción                                           | Año  |
| ---------------------------------------------------- | ---- |
| Goleador de la Copa Sudamericana (5 goles)           | 2018 |
| Goleador del año del Athletico Paranaense (18 goles) | 2018 |
| Goleador del Campeonato Paranaense (9 goles)         | 2023 |